# Sonata para piano n.º 2 (Chopin)
La sonata para piano n.º 2 en si bemol menor, Op. 35 es una composición de Frédéric Chopin, completada en 1839, y publicada al año siguiente en Leipzig. Contiene una de las páginas más famosas de su autor, la Marcha fúnebre, compuesta en 1837 como obra independiente.

## Estructura y análisis
La sonata consta de cuatro movimientos:
- I. Grave - Doppio movimento. Tras una breve pero imponente introducción, se ofrece el anhelante primer tema, que contrasta con el segundo, lírico y apasionado. Tras un desarrollo libre en torno a los dos temas, nos encontramos con la originalidad de que, en la recapitulación, el primero no aparece.

- II. Scherzo. Aquí debería estar situado el tiempo lento, pero Chopin invierte los términos, al igual que Beethoven en su Sonata para piano n.º 12 Op. 26. Escrita en mi bemol menor, es una página fogosa y llena de ritmo. El precioso trío, più lento, expone una melodía típicamente chopiniana. La sección final vuelve al arrebatador tempo primo, aunque los últimos compases recobran el tema del trío.

- III. Marche funèbre. Lento. De estructura tripartita, esta famosa marcha es lúgubre, emocionante y solemne, aunque la sección central supone un contraste de consolación con su bella melodía, recuerdo sublimado de la persona fallecida. La vuelta a la sección inicial completa esta impresionante página.

- IV. Finale. Presto. Formidable pasaje en octavas y tresillos que va como una exhalación, sin respiro alguno de comienzo a final. Se ha calificado de demoníaco, pero no es más que un ramalazo de genialidad que dejó estupefactos a sus contemporáneos por su atrevimiento y su radical originalidad.

## En la cultura popular
- 2008 – En la canción "Ghosts 'n' Stuff" del músico y DJ canadiense Deadmau5 se oye una breve adaptación del tercer movimiento de esta sonata.
- – En el videojuego Grand Theft Auto V (Online) como parte de la actualización de Halloween implementaron dos bocinas nuevas, una de las cuales usa la melodía de la Marcha fúnebre de esta sonata.
- - La Marcha Imperial, composición recurrente en la franquicia de medios de Star Wars, está inspirada en la Marcha fúnebre.